# Carex hanseniana
Carex hanseniana är en halvgräsart som beskrevs av Paul Junge. Carex hanseniana ingår i släktet starrar, och familjen halvgräs. Inga underarter finns listade i Catalogue of Life.